# Batalha da Baía de Hudson
A Batalha da Baía de Hudson, também conhecida como Batalha da Fábrica de York, foi uma batalha naval travada durante a Guerra da Grande Aliança (conhecida nas colônias norte-americanas da Inglaterra como "Guerra do Rei William"). A batalha ocorreu em 5 de setembro de 1697,  quando um navio de guerra francês comandado pelo capitão Pierre Le Moyne d'Iberville derrotou um esquadrão inglês comandado pelo capitão John Fletcher. Como resultado desta batalha, os franceses tomaram York Factory, um posto comercial da Hudson's Bay Company.